# Mississippi (rijeka)
Mississippi je rijeka na području SAD-a, duga je 3 779 kilometara, s pritokom Missouri 6 020. To je čini jednom od najdužih rijeka na svijetu. Porječje čini 3 221 000 kvadratnih kilometara, što je, izuzmemo li Aljasku, 40% površine SAD-a.
Istječe iz jezera Itasca; do slapova Anthony kod Minneapolisa protječe kroz nekoliko jezera, probija kroz usku dolinu i teče ravnicom do ušća rijeke Ohio, s pritokom Tennessee, daje Mississippiju 30, 7% vode. Ostali su važni pritoci Minnesota, Des Moines, Arkansas, Wisconsin i Illinois. Ulijeva se u Meksički zaljev golemom deltom (oko 26 000 km kvadratnih), koja se riječnim nanosima širi u more.
Slovenski plivački ultramaratonac Martin Strel prvi je čovjek, koji je preplivao cijeli Mississippi od izvora do ušća 2002. godine.